# Sepsis alanica
Sepsis alanica är en tvåvingeart som beskrevs av Ozerov 1998. Sepsis alanica ingår i släktet Sepsis och familjen svängflugor. Inga underarter finns listade i Catalogue of Life.